# Liste der Bischöfe von Macau
Die folgenden Personen waren Bischöfe von Macau:

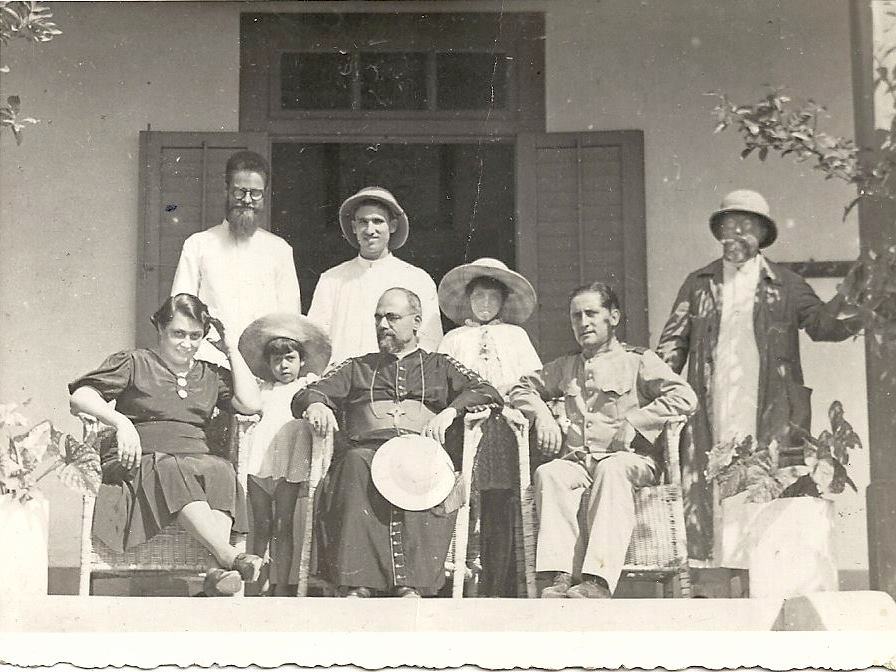
José da Costa Nunes

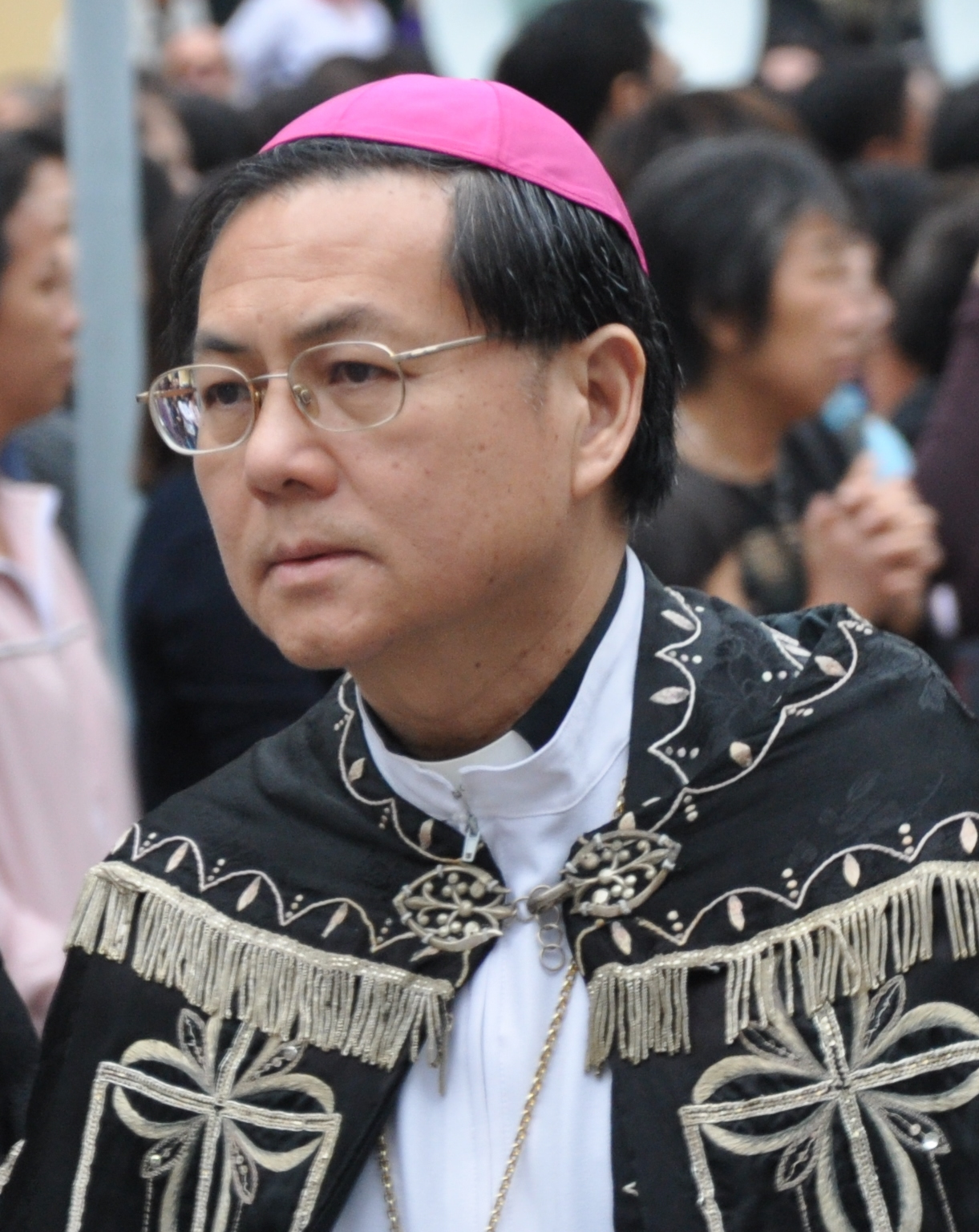
José Lai Hung-seng

- - Melchior Miguel Carneiro Leitão SJ (1576–1581) (Apostolischer Administrator)
- Diogo Nunes de Figueira (1576–1578)
- Leonardo de Sá OCist (1578–1597)
- João de Abrantes da Piedade OP (1604–1625)
  - Diogo Correia Valente SJ (1626–1633) (Apostolischer Administrator)
- João de Casal (1690–1735)
- Eugénio Trigueiros OSA (1735–1739) (auch Erzbischof von Goa)
- Hilário de Santa Rosa OFM (1739–1752)
- Bartolomeu Manuel Mendes dos Reis (1752–1772)
- Alexandre da Silva Pedrosa Guimarães (1772–1789)
- Marcelino José da Silva (1789–1803)
- Manuel de São Galdino OFM (1802–1804)
- Francisco de Nossa Senhora da Luz Chacim OFM (1804–1828)
- Nicolau Rodrigues Pereira de Borja CM (1841–1845)
- Jerónimo José da Mata CM (1845–1862)
- João Pereira Bothelho de Amaral y Pimentel (1866–1871)
- Manuel Bernardo de Sousa Enes (1873–1883)
- António Joaquim de Medeiros (1884–1897)
- José Manuel de Carvalho (1897–1902)
- João Paulino de Azevedo e Castro (1902–1918)
- José da Costa Nunes (1920–1940)
- João de Deus Ramalho SJ (1942–1954)
- Policarpo da Costa Vaz (1954–1960)
- Paulo José Tavares (1961–1973)
- Arquimínio Rodrigues da Costa (1976–1988)
- Domingos Lam Ka-Tseung (1988–2003)
- José Lai Hung-seng (2003–2016)
- Stephen Lee Bun Sang (seit 2016)